# Karl von Normann-Ehrenfels
Pour les articles homonymes, voir Normann et Ehrenfels.
Le comte Karl von Normann-Ehrenfels (né le 14 septembre 1784 dans le duché de Wurtemberg et mort le 15 novembre 1822 à Missolonghi en Grèce) est un général des guerres napoléoniennes et un philhellène.

## Origines et carrière dans les états allemands
Fils de Philipp Christian von Normann-Ehrenfels (de), un ministre de Charles II de Wurtemberg, il entre à 15 ans aux cadets dans l'armée autrichienne ; nommé rapidement officier (décembre 1799), il participa aux opérations jusqu'au Traité de Lunéville en 1801 ; en 1803 il rejoint l'armée du Wurtemberg, devenu l'allié de la France. Il participe ainsi à diverses campagnes napoléoniennes contre ses anciens compagnons d'armes autrichiens, et à la campagne de Russie où il commande le 2e régiment des chevau-légers de la Garde (Nr. 2 Leib-Chevauxleger-Regiment).
La campagne d'Allemagne de 1813 marque un tournant dans sa vie : toujours aux côtés de l'armée française, il est impliqué dans l'incident de Kitzen qui voit la destruction du corps franc de Lützow le 17 juin, peu après la conclusion de l'armistice de Pleiswitz ; cet événement considéré par les milieux patriotiques allemands comme une traîtrise commise contre une unité symboliquement importante compromet son honneur aux yeux de l'opinion publique,,. Quelques mois plus tard, afin de laver sa réputation, il fait défection avec son unité et rejoint les Alliés le 18 octobre au cours de la bataille de Leipzig ; cependant ce mouvement est considéré comme prématuré par son souverain Frédéric Ier, alors toujours théoriquement allié à Napoléon : menacé d'emprisonnement, Normann doit s'exiler, d'abord à Vienne, puis en tant que précepteur du fils du landgrave de Hesse-Philippsthal. 
La mort de Frédéric Ier, en mars 1817, lui permet de revenir dans son pays (mais pas à Stuttgart dont il est toujours banni) et il peut hériter des biens de son père (Ehrenfels (de)) à sa mort en 1817.

## Guerre d'indépendance grecque

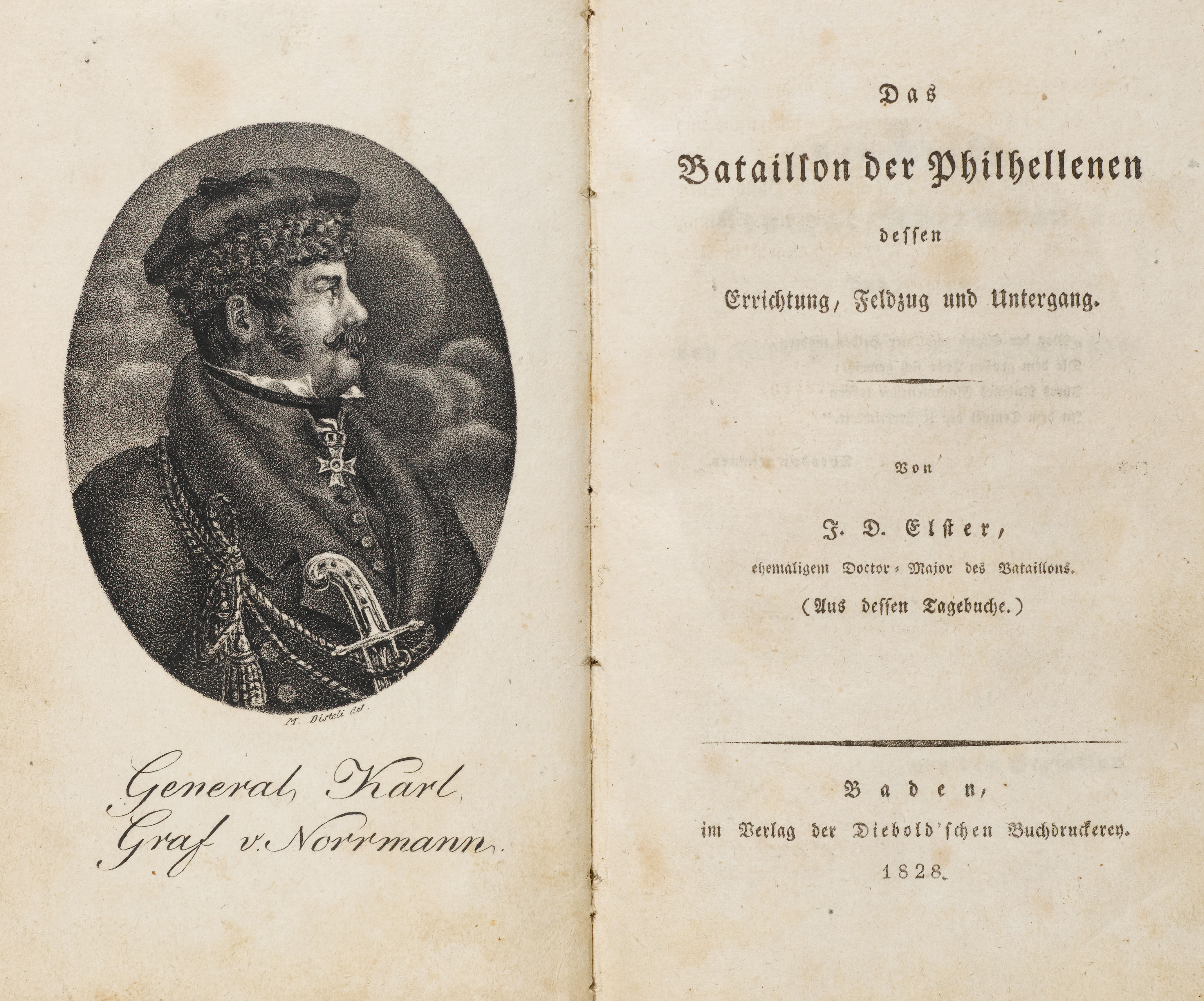
Das Bataillon der Philhellenen (Le bataillon des philhellènes), par le docteur F.D. Eisten, ancien médecin-major du bataillon, ouvrage publié en Allemagne en 1828 avec le portrait de Normann en page de garde.

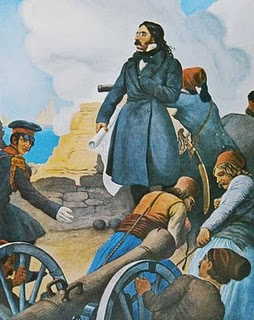
Aléxandros Mavrokordátos entouré de combattants grecs et européens, toile de Peter von Hess (1792-1871).

Le 24 janvier 1822, il embarque à Marseille sur La Vierge-du-Rosaire avec un groupe de philhellènes rejoindre la Grèce insurgée pour y combattre. Il débarque à Navarin le 7 février avec 46 volontaires européens et met la ville en état de défense. Chef d'une petite garnison de 66 Européens et 80 Grecs avec 44 canons, il repousse une attaque turque. Il va ensuite se présenter à l'assemblée élue par les insurgés grecs et qui siège à Tripolitsa en Morée.
Dans une lettre écrite en avril suivant, il témoigne des intrigues qui agitent le milieu des philhellènes et des violences du conflit, tout en exprimant sa confiance dans l'avenir de la Grèce insurgée :
« Le sénat me donna plusieurs audiences, toujours avec le cérémonial oriental. Beaucoup d'Européens veulent s'en retourner. La plupart ont été trompés dans leurs espérances exagérées, et pour justifier leur retour, ils déclameront contre la nation grecque. Si l'on est impartial, on doit bien comprendre qu'une révolution qui éclate chez un peuple démoralisé par quatre cents ans d'esclavage, ne peut s'opérer sans de grands désordres et de grandes cruautés. La première fureur s'est déjà calmée, et il faut espérer qu'à l'avenir on ne s'écartera plus des lois de l'humanité. La manière dont les Grecs ont été précédemment traités par les Turcs est si révoltante, que l'homme le plus sévère ne peut s'empêcher de pardonner aux Grecs leurs cruautés dans les premiers instants de la lutte (...) Il se passera quelque chose de sérieux cet été ; pourtant je crois que les Grecs combattront si bien dans leurs montagnes, que l'on n'a rien à craindre pour ce qu'ils ont déjà conquis. Avec un peu de discipline, les Grecs formeraient la meilleure infanterie légère du monde, et je ne crois pas alors qu'un bataillon de Tyroliens, même en nombre supérieur, puisse l'emporter sur ce peuple aux pieds légers. »
En mai, il devient le chef d'état-major d'Aléxandros Mavrokordátos au sein de la nouvelle armée régulière grecque qui comprend un bataillon de philhellènes. Il est légèrement blessé à la poitrine lors du désastre de Péta (16 juillet 1822) qui décime les philhellènes. Il meurt quelques mois plus tard à Missolonghi, le 4 novembre, d'une fièvre nerveuse, selon le dictionnaire biographique la Galerie historique des contemporains ; cet ouvrage ajoute que son nom était cité dans les chants populaires grecs. Son nom fut donné à une des batteries protégeant la ville.